# Livin' la vida loca
Singles de Ricky Martin
Corazonado
(1999) She's All I Ever Had
(1999)
Pistes de Ricky Martin
She's All I Ever Had
(3)
Livin' la vida loca est une chanson du chanteur portoricain Ricky Martin sortie le 23 mars 1999 sous le label Columbia Records. Il s'agit du 1er single extrait de son 5e album studio Ricky Martin. 
Son clip a reçu le MTV Video Music Award de la meilleure vidéo pop et le MTV Video Music Award de la meilleure vidéo dance en 1999.

## Dans la culture populaire
Dans le film d'animation Shrek 2, Eddie Murphy et Antonio Banderas font une reprise de la chanson pendant une fête.

Dans le film d'animation Bob l'éponge le film.Eponge en eaux troubles, la chanson passe pendant que Bob et Patrick sont au casino d'Atlantic City.